# 4 Real
4 Real è il quarto album in studio della cantante giapponese Crystal Kay, pubblicato nel 2003.

## Tracce
1. Boyfriend: Part II – 4:59
2. I Like It (Crystal Kay loves M-Flo) – 5:44
3. Nice and Slow – 3:34
4. I'm Not Alone – 5:20
5. What Time Is It – 4:06
6. Candy – 4:20
7. Can't Be Stopped – 4:29
8. Lead Me to the End – 3:58
9. Kataomoi (片想い) – 4:23
10. Over the Rainbow – 3:58
11. Do U Like It (con Fantastic Plastic Machine) Extended Mix – 7:01